# Christian Adolph Overbeck
Christian Adolph Overbeck, född den 21 augusti 1755 i Lübeck, död där den 9 mars 1821, var en tysk lyriker.
Overbeck, som var borgmästare i sin hemstad, skrev under intryck från Ludwig Christoph Heinrich Hölty idylliskt näpna, sångbara smådikter (samlade 1794 och 1800), av vilka åtminstone tre omdiktats på svenska av J.D. Valerius ("Gossarne på ängen"; "Jag hälsar dig, fredliga flagga"; "Kom, sköna Maj, och blicka").